# RUKIの法則
RUKIの法則（ルキのほうそく）は、インド・ヨーロッパ語族の一部の語派でおきた音変化の名称。*i, *u, *r, *k の後ろにある *s の調音部位が奥寄りになって š([ʃ]) のような音に変化した。「RUKI」とは、この音変化を起こした音を覚えやすく並べたものである。
サテム語に属する複数の語派で同じ変化が起きていることに特徴がある。
インド・アーリア語派ではそり舌音が発生する原因になった。

## インド・イラン語派
インド・イラン語派では、*i *ī *u *ū *r *r̥ *k などの後ろにある *s が例外なく変化した。

### インド・アーリア語派
サンスクリットでは「RUKIの法則」は活きた法則であり、古典的な文法では連音(sandhi)規則のうちの「内連声」の規則のひとつとして定義されている。その規則は、
1. a ā 以外の母音（i ī u ū r̥ r̥̄ e ai o au）または k r に後続する（間に ṃ ḥ があってもよい）s はそり舌音の ṣ に変化する
2. ただし、s が語末であるときや、s に r r̥ が後続するときは変化しない。

となっている（サンスクリットでは e←*ai, o←*au であることに注意）。たとえばサンスクリットの名詞の複数依格の語尾は -su であり、たとえば kanyā（少女）の複数依格は kanyāsu になるが、この規則によって、一部の語では
1. deva（神）→ deveṣu
2. agni（火）→ agniṣu
3. vāyu（風）→ vāyuṣu
4. vāc（声）→ vākṣu

のようにそり舌の -ṣu が現れる。同様な変化は動詞のアオリストや未来の語尾、畳音（sthā-（立つ）の現在形tiṣṭhati）、接頭辞（sanna（座った）に ni- （下に）がついて niṣaṇṇa になる）などに現れる。
サンスクリットのそり舌の ṣ はほとんどがこの法則によって生じたものであり、それ以外の場所に ṣ が出現するのはまれである。ṣ 以外の ṭ ḍ などのそり舌音は、ṣ に別な子音が隣接することによって生じた。ただし ṇ は別の内連声規則による。

### イラン語派
イラン語派にも RUKI の法則はあるが、印欧祖語から子音が大きく変化しているため（*k → x, *s → h など）、見た目の上ではかなり複雑な規則になっている。また類推によって h(< *s) が補われることもある。
名詞の変化にもRUKIの法則の影響が見られる。アヴェスター語では、語幹がaで終わる場合は、単数主格は -o（-ca「と」などが後続するときは -as）だが、-i -u で終わる場合には -iš -uš になる。単数属格や複数対格・複数依格でも同様の現象が見られる。また、三人称代名詞の後倚辞形は、先行する名詞の語末の音によって hē < *sē と šē に変化する。

## スラブ語派
スラブ語派では、[ʃ] から、さらに [x] に変化している。スラブ語の x は原則としてこの法則によって生じたものである。アオリストで x が出現するのは、インド・ヨーロッパ祖語の s- アオリストの一部がこの法則によって x になり、それが類推で他の形にも用いられるようになったためである。

## バルト語派
バルト語派のリトアニア語に以下のような例がある。
- viršus（高い） < *u̯r̥s-、教会スラブ語 vrĭxŭ[10]
- tirštas（ねばねばした、半かわきの）< *ters-（かわいた）、英語 thirst と同源[1]

しかし、s のまま変化していない語も多い。